# Jochen Hick
Jochen Hick (* 2. dubna 1960 Darmstadt, Německo) je německý režisér a producent převážně nezávislých dokumentárních i hraných filmů, specializující se na LGBT+ tematiku, držitel Teddy Award 2003 za film Ich kenn keinen - Allein unter Heteros.

## Život
Narodil se 2. dubna 1960 v hesenském Darmstadtu. Absolvoval studium vizuální komunikace a filmu na Akademii výtvarných umění v Hamburku. V 90. letech se jako spoluautor či režisér podílel na různých reportážích a dokumentech pro německé televize ARD, RTL či SAT 1. V roce 1994 založil vlastní produkční společnost Galeria Alaska Productions. V letech 2007–2010 působil jako šéfeditor a programový spoluředitel první televizní stanice pro gay publikum v německy mluvících zemích TIMM.
Jeho hraný film No One Sleeps uvedl v lednu 2002 v Praze festival Febiofest pod názvem Nikdo nespí. Některé jeho dokumentární filmy uvedl v roce 2007 filmový festival Mezipatra.

## Filmografie
- 1985: Moon Over Pittsburgh (krátký film)
- 1987: Gerd Hansen, 55 (krátký film)
- 1990: Via Appia (hraný film)
- 1992: Welcome to the Dome (krátký film)
- 1995: Menmaniacs – The Legacy of Leather (dokument)
- 1998: Sex/Life in L.A. (dokument)
- 2000: No One Sleeps (hraný film), český festivalový název: Nikdo nespí.[9]
- 2003: Ich kenn keinen – Allein unter Heteros (dokument), český festivalový název: Sám mezi heteráky[12]
- 2005: Cycles of Porn: Sex/Life in L.A., Part 2 (dokument)
- 2005: Am Ende des Regenbogens (TV dokument)
- 2006: Deutschland – Ein Herbstmärchen (krátký film v rámci antologie: Mach doch was du willst!)
- 2006: Rainbow's End (dokument), český festivalový název: Konec duhy[13]
- 2006: Aleluja! / Hallelujah! (krátký film)
- 2008: East/West – Sex & Politics (dokument)
- 2009: The Good American (dokument)
- 2011: DDR unterm Regenbogen (TV dokument)
- 2013: Out in Ost-Berlin – Lesben und Schwule in der DDR (dokument)
- 2016: Východní komplex / Der Ost-Komplex (dokument)
- 2017: Mein wunderbares West-Berlin (dokument)